# 超級劇無霸
《超級劇無霸》（英語：2014 JUMBO BAR OF MEGA HITS），是集結相信音樂旗下歌手為多部電視劇、電影演唱之歌曲的合輯。此專輯由相信音樂製作，索尼音樂發行，2014年12月31日於台灣正式發行。

## 曲目

### Disc M 男主角
| 曲目 | 曲別       | 名稱                      | 歌名           | 演唱者                                             | 作詞       | 作曲                                                                                        | 編曲                      | 製作人             |
| 1    | 主題曲     | 電影《黃飛鴻之英雄有夢》  | 將軍令         | 五月天                                             | 阿信       | 阿信                                                                                        | 五月天 Cola Kai           | 五月天             |
| 2    | 片頭曲     | 電視劇《風中奇緣》        | 為你平定的天下 | 李劍青                                             | 阿信       | 李劍青                                                                                      | Jenny Chin                | 李劍青             |
| 3    | 片尾曲     | 電視劇《妹妹》            | 走了           | 彈阿翔                                             | 彈阿翔     | 彈阿翔                                                                                      | 彈阿翔                    | 彈阿翔             |
| 4    | 插曲       | 電影《逆轉勝》            | The Look       | 家家 彈阿翔                                        | Per Gessle | Per Gessle                                                                                  | Cola Kai                  | 溫尚翊             |
| 5    | 片尾曲     | 電影《共犯》              | 孤獨           | flumpool                                           | 陳沒       | 阪井一生 百田留衣                                                                           | 百田留衣                  | agehasprings       |
| 6    | 永夜主題曲 | 電影《極光之愛》          | 真實故事改編   | 石頭                                               | 石錦航     | 石錦航                                                                                      | 陳建骐                    | 石錦航             |
| 7    | 片尾曲     | 電視劇《幸福兌換券》      | 我還是愛著你   | MP魔幻力量                                         | 廷廷       | 廷廷                                                                                        | 廷廷 嚴爵                 | MP魔幻力量         |
| 8    | 片頭曲     | 電視劇《步步驚情》        | 步步           | 五月天                                             | 陳信宏     | 阿信 Cola Kai                                                                               | 阿信 Cola Kai             | 五月天 陳建良 黃士 |
| 9    | 片頭曲     | 電視劇《蘭陵王》          | 入陣曲         | 五月天                                             | 陳信宏     | 怪獸                                                                                        | 五月天 Cola Kai           | 五月天             |
| 10   | 主題曲     | 2014世界盃足球賽 可口可樂 | 由我們主宰     | 歐開合唱團 彈阿翔 五月天 白安 家家 嚴爵 MP魔幻力量 | 陳沒 阿信  | Andrew Lawrence Bloch Edmond Thomas Dunne Joseph Lawrence Altruda Antonina Armato Tim James | 五月天 謝景麒 彈阿翔 嚴爵 | 五月天 黃士        |
| 11   | 片頭曲     | 電視劇《你照亮我星球》    | 彩虹黑洞       | MP魔幻力量                                         | 廷廷       | 廷廷                                                                                        | MP魔幻力量 山地人         | MP魔幻力量         |
| 12   | 插曲       | 電視劇《你照亮我星球》    | 最後一首情歌   | 嚴爵                                               | 嚴爵 黃婷  | 嚴爵                                                                                        | 嚴爵                      | 爵隊製作           |

### Disc W 女主角
| 曲目 | 曲別   | 名稱                   | 歌名                 | 演唱者 | 作詞                     | 作曲                     | 編曲            | 製作人 |
| 1    | 片尾曲 | 電視劇《風中奇緣》     | 有一種勇氣叫放棄     | 丁噹   | 木蘭號Aka陳韋伶 黃婷     | 木蘭號Aka陳韋伶          | 吳慶隆          | 朱敬然 |
| 2    | 插曲   | 電影《逆轉勝》         | 我的地方             | 白安   | 白安                     | 白安                     | Mac Chew 李劍青 | 李劍青 |
| 3    | 插曲   | 電影《共犯》           | Once The Night Comes | 家家   | Tim Carr                 | 嚴爵                     | 嚴爵            | 朱敬然 |
| 4    | 片頭曲 | 電視劇《A咖的路》      | 你是唯一             | 家家   | 長路                     | 石頭                     | 保卜            | 朱敬然 |
| 5    | 片頭曲 | 電視劇《半路父子》     | 半路                 | 劉若英 | 黃婷                     | 木蘭號Aka陳韋伶          | Jerry C         | 鍾成虎 |
| 6    | 片頭曲 | 微電影《愛情限量版》   | 經過                 | 劉若英 | 黃婷                     | 霓紅木                   | 韓立康          | 陳建騏 |
| 7    | 插曲   | 電視劇《媽，親一下》   | 痛快                 | 丁噹   | 黃婷                     | 霓紅木                   | 韓立康          | 陳建騏 |
| 8    | 片尾曲 | 電視劇《蘭陵王》       | 手掌心               | 丁噹   | 陳沒                     | V.K克                    | V.K克           | V.K克  |
| 9    | 插曲   | 電視劇《蘭陵王》       | 命運                 | 家家   | 陳沒                     | 怪獸                     | Cola Kai        | 怪獸   |
| 10   | 片尾曲 | 電視劇《步步驚情》     | 塵埃                 | 家家   | 木蘭號AKA陳韋伶          | 木蘭號AKA陳韋伶          | 京延            | 馬毓芬 |
| 11   | 插曲   | 電視劇《你照亮我星球》 | 羽毛                 | 家家   | 潘協慶                   | 潘協慶                   | 高林煒          | 潘協慶 |
| 12   | 插曲   | 電視劇《你照亮我星球》 | You Light Up My Life | 家家   | Joseph Bnooks Joe Brooks | Joseph Bnooks Joe Brooks | 黃冠豪          | 朱敬然 |

## 制作信息
- 製作：相信音樂國際股份有限公司
- 發行：台灣索尼音樂娛樂股份有限公司
- 監製：陳勇志
- 統籌：謝芝芬
- 製作統籌：黃婷

## 相關
- 電視劇《步步驚情》電視劇原聲音樂專輯，請參見步步驚情電視原聲帶。
- 電視劇《蘭陵王》電視劇原聲音樂專輯，請參見蘭陵王電視原聲帶。
- 電影《逆轉勝》電影原聲音樂專輯，請參見［逆轉勝］五月天／怪獸 原聲原創紀。
- 你照亮我星球

## 外部連結
1. ↑  超級劇無霸2014 JUMBO BAR OF MEGA HITS - ISRC-國際標準錄音錄影資料代碼查詢系統
2. ↑  . 佳佳唱片.   [2015-01-24]. （原始内容存档于2020-07-18）.
3. ↑  . 博客來. （原始内容存档于2015-01-31）.
4. ↑  . 台灣索尼音樂娛樂股份有限公司.[永久]